# 膜蝦目
膜蝦目（學名：Hymenocarina）為節肢動物門下一個已滅絕的演化支，生存於寒武紀。牠們的共同特徵為雙瓣的外殼及突出外殼的尾部，但除此之外牠們具有十分多樣化的外型，並佔據了不同的生態位，包含濾食性動物以及掠食者等。近年來的研究基於部分膜蝦目物種具有大顎的結構，認為牠們屬於有顎類的基群或是冠群。

## 分類學
膜蝦目主要有以下共同特徵：覆蓋頭胸部區域的雙瓣甲殼、頭胸部具有多節的觸鬚及大顎、口器後方的附肢上多帶有刺、末端帶爪的内肢、觸鬚與大顎之間不具有附肢、一對複眼之間具有突出的骨片和葉片狀突起、後部體段（腹部）具有明顯的環狀分節，末端具有一對發展完善的尾支。
由於牠們頭部具有較少的分節及附肢數量，於2010年代早期時認為膜蝦目屬於真節肢動物的幹群。然而，在2010年代末發現了牠們具有大顎後，膜蝦目被認為應屬於有顎類。自此之後，大部分的支序演化學分析普遍認為，膜蝦目屬於有顎足類的幹群，但也有一些研究將膜蝦目置於較接近冠群的位置，例如幹泛甲殼動物、幹多足類、幹六足亞門或是位於這些演化支之間的位置 。
膜蝦目下目前有數個已被承認的科，包括吐卓蟲科、瓦普塔蝦科以及原蝦科，但除此之外其他物種之間的關係則仍然十分模糊，目前尚不清楚膜蝦目是單系群亦或是並系群。
然而，生存於寒武紀的雙瓣殼節肢動物則確認屬於並系群，諸如等刺蟲目、高肌蟲目和磷足類等，被認為與膜蝦目僅為遠親關係。另外，外形與瓦普塔蝦屬十分類似的川滇蟲屬，長期以來一直認為與瓦普塔蝦為近親，但是於2022年發表的研究表明，由於川滇蟲缺乏膜蝦目的共同特徵－大顎，因此不屬於膜蝦目，而是屬於仍然地位未定的真節肢動物。

## 多樣性

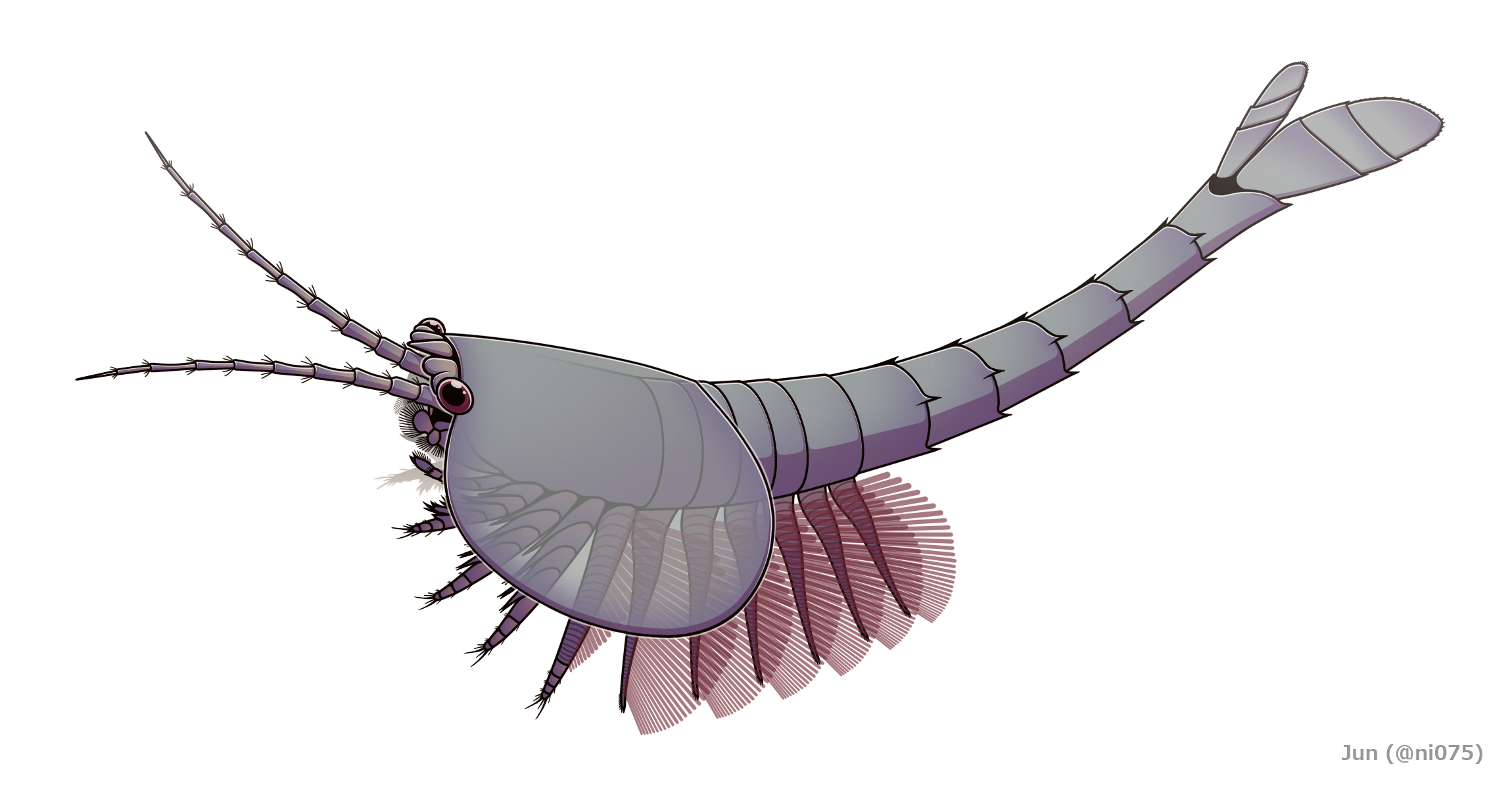
瓦普塔蝦屬（英语：Waptia）復原圖
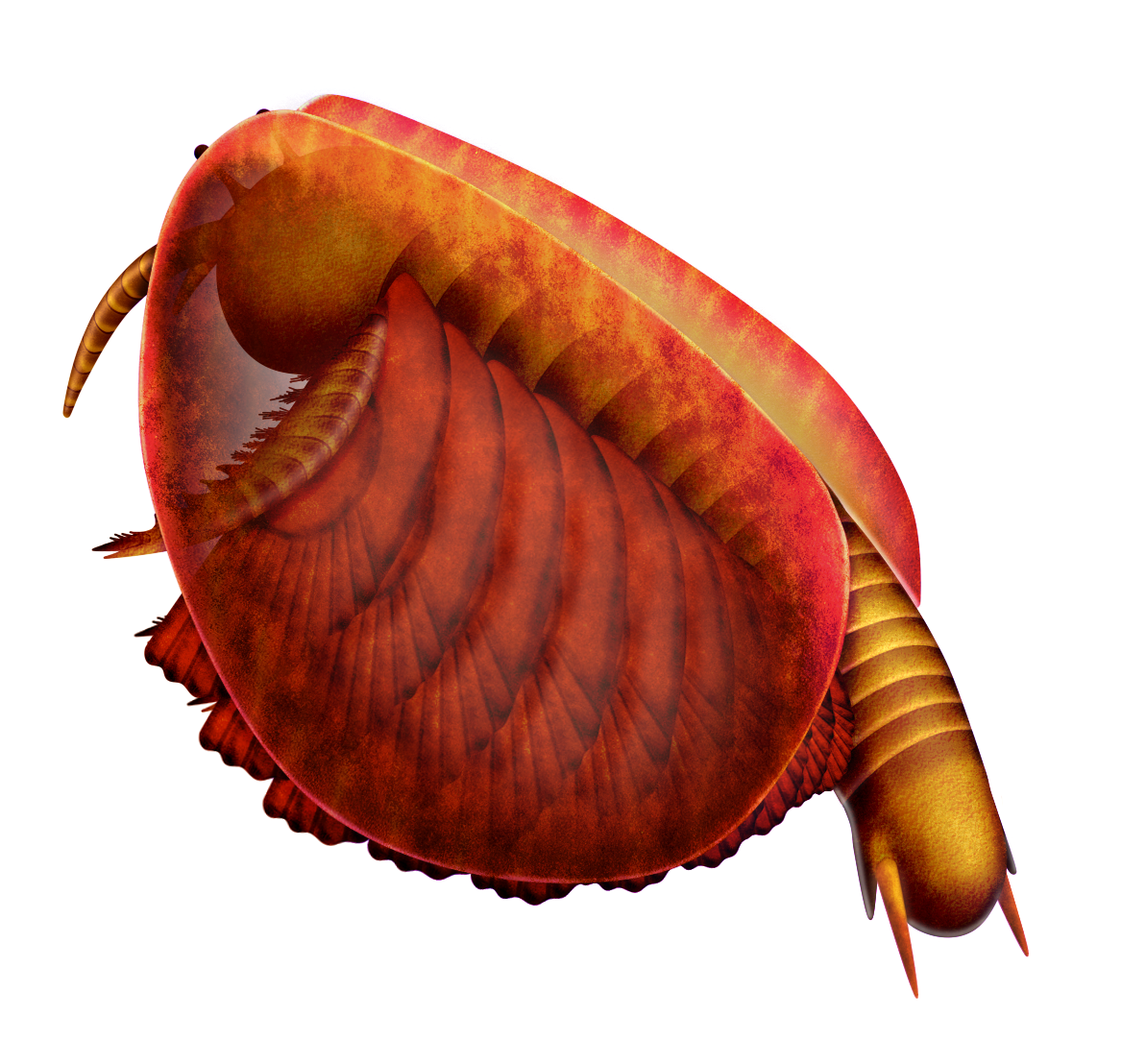
加拿大盾蟲屬（英语：Canadaspis）復原圖
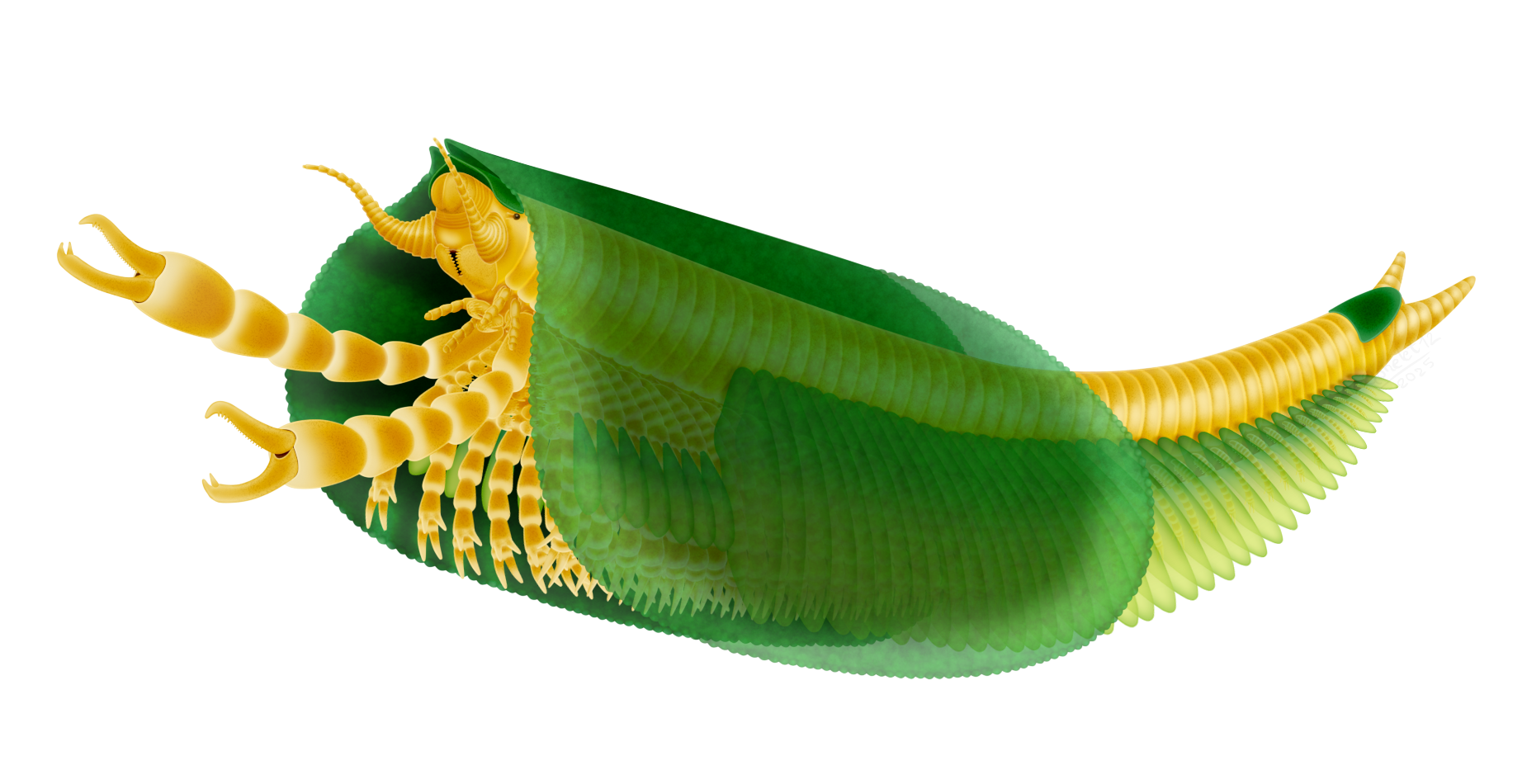
都昆蟲屬是已知最早演化出螯（英语：Pincer (biology)）的物種
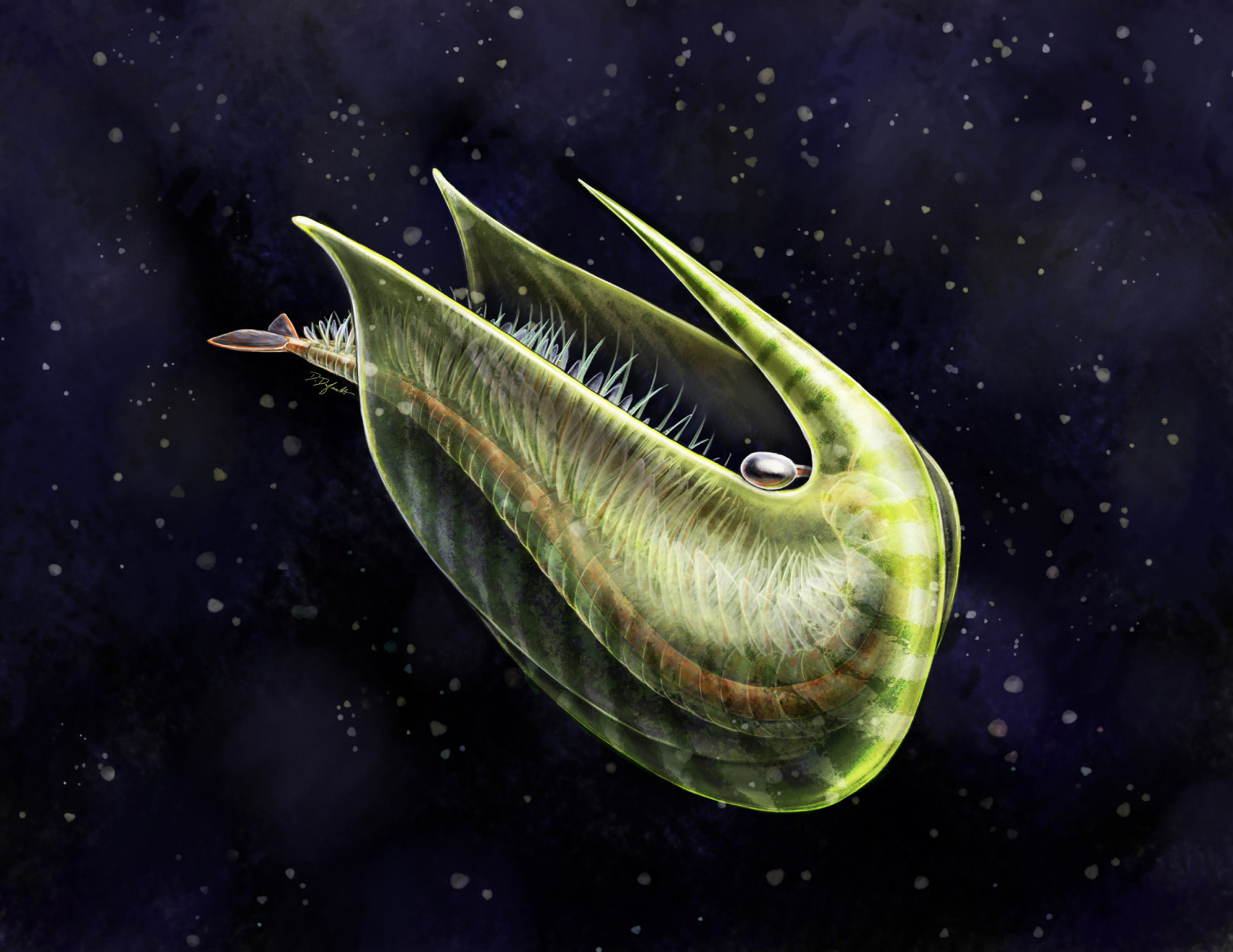
胸針蝦屬（英语：Fibulacaris）體長僅有2公分，以腹側朝上的姿勢游泳
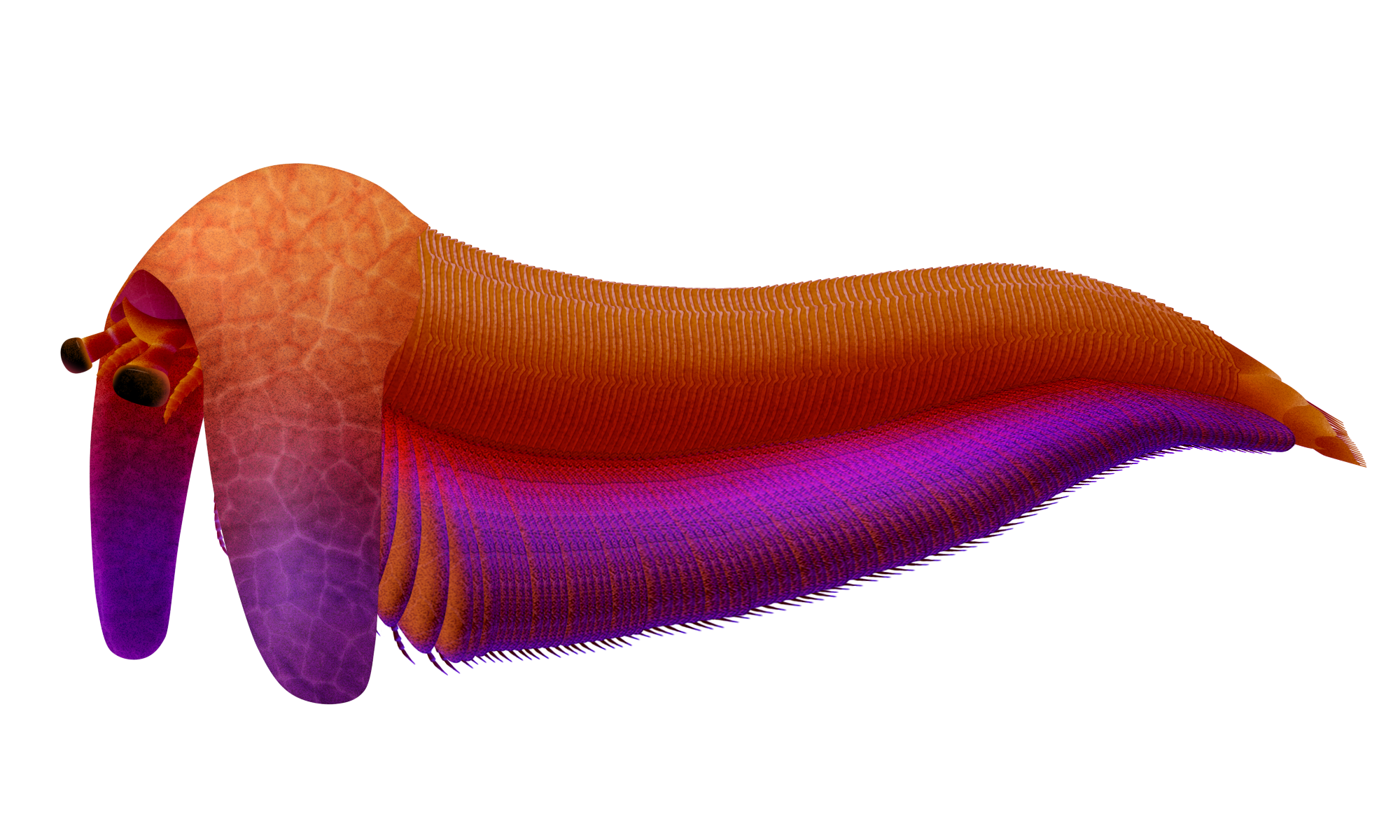
體型巨大的巴哈姆特蝦屬（英语：Balhuticaris）其身體分節可超過100節
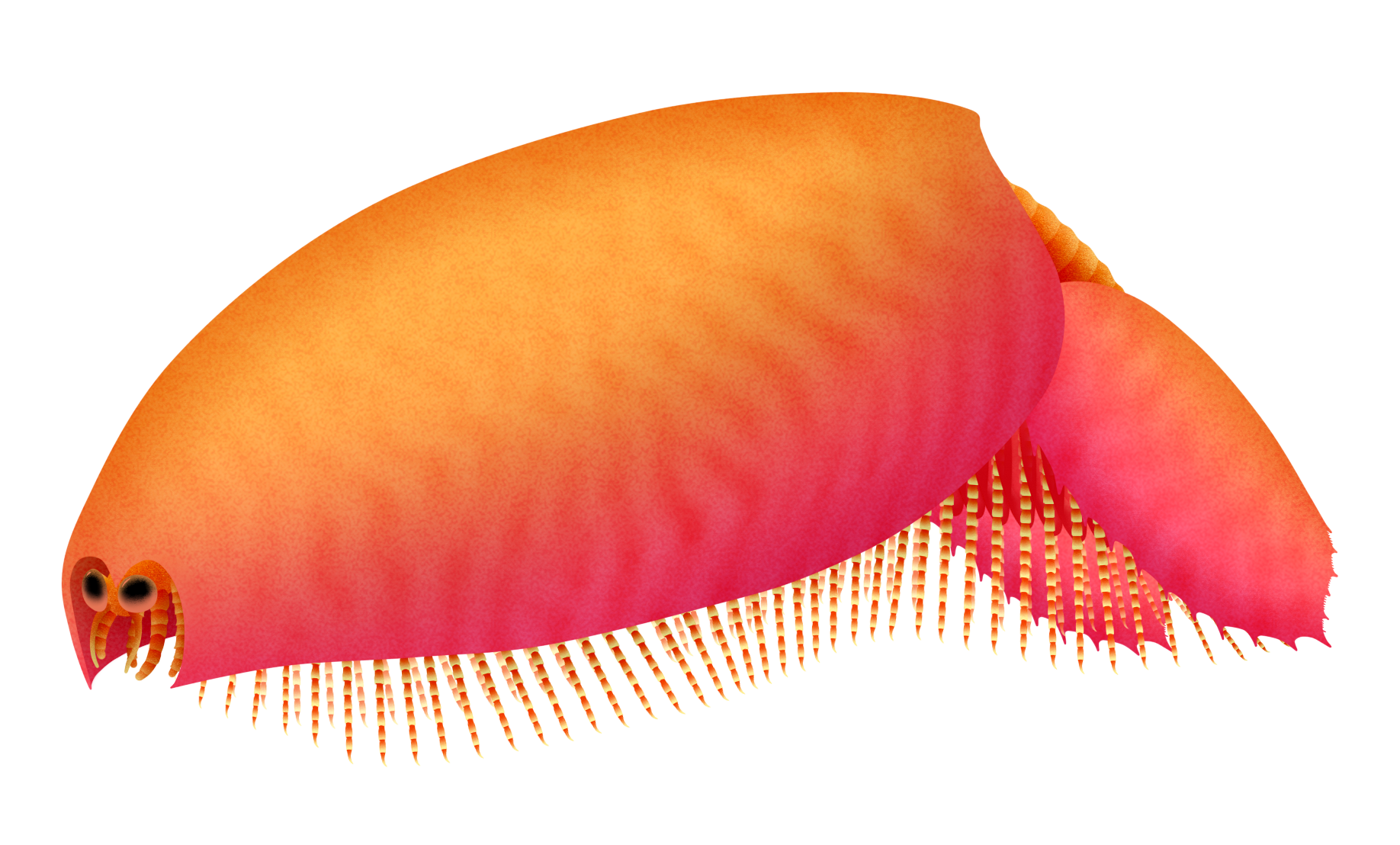
和其他膜蝦目物種不同，帕庫蝦屬（英语：Pakucaris）的尾部被巨大的尾板（英语：pygidium）所覆蓋
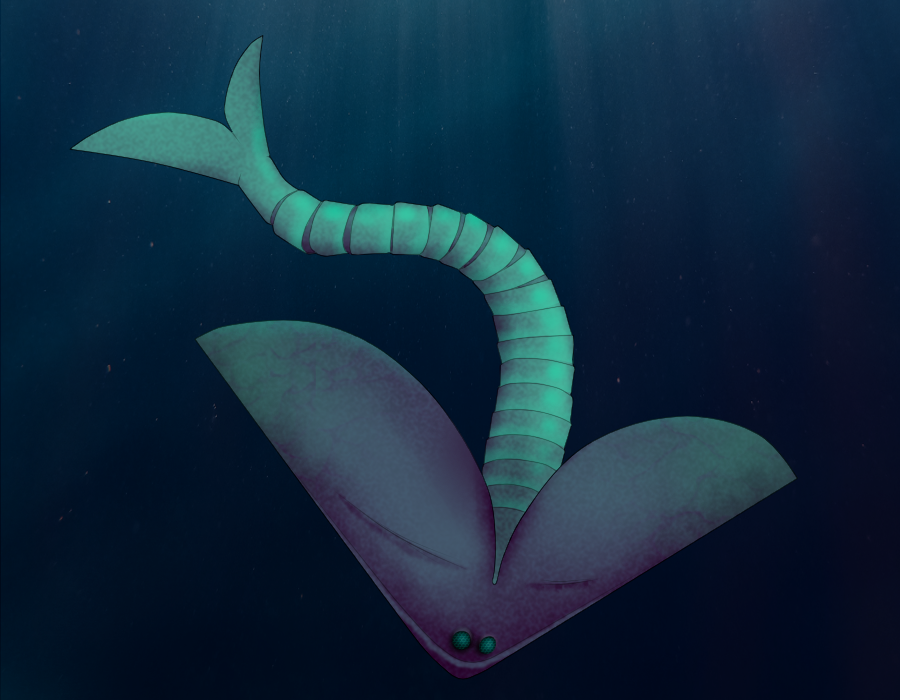
和其他膜蝦目物種不同，二街蝦屬（英语：Erjiecaris）的眼睛直接長於甲殼上
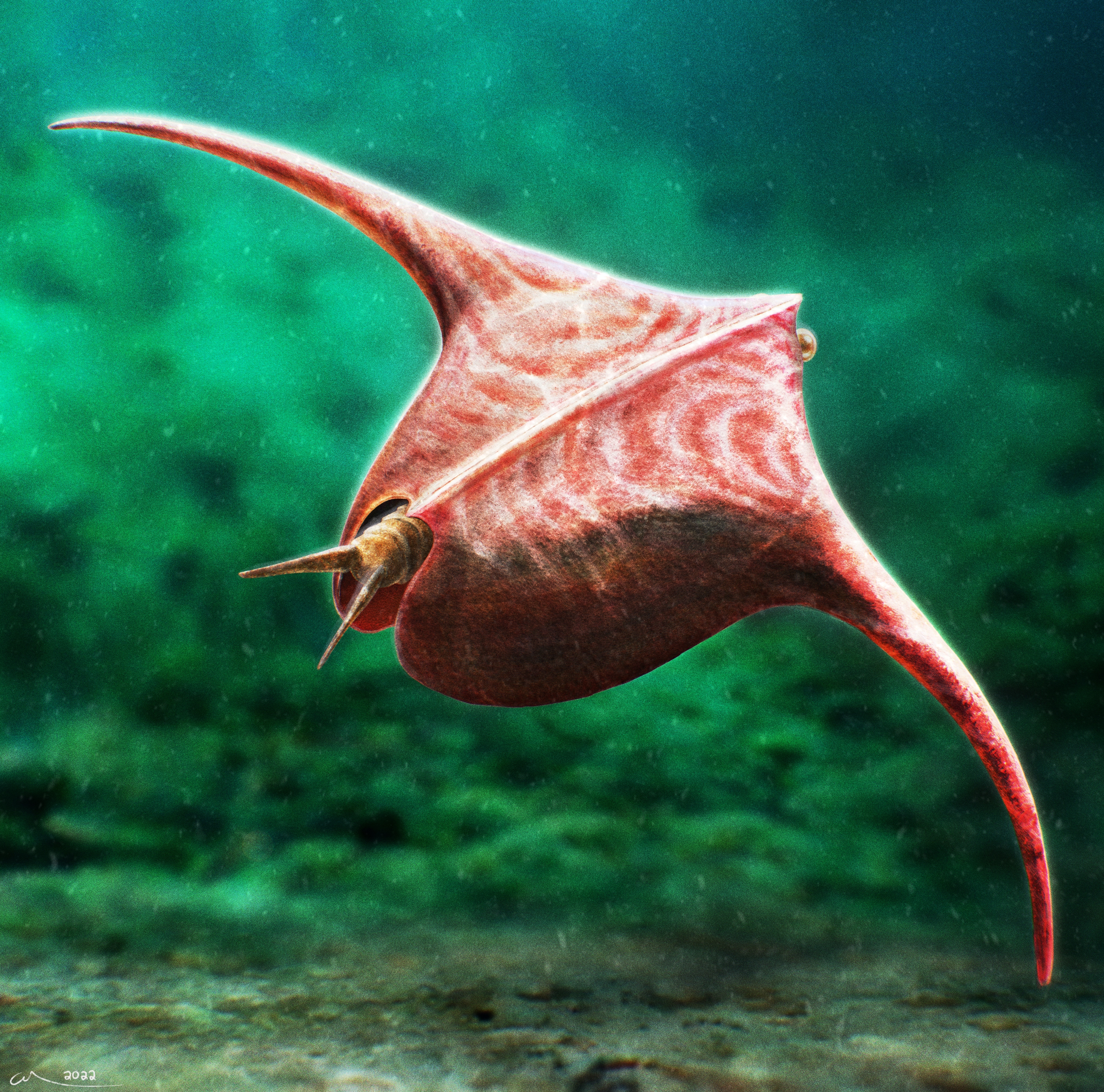
假北极鱼虾屬（英语：Pseudoarctolepis）的甲殼上具有明顯的翼狀突起

膜蝦目具有十分多樣化的外型，有些物種如瓦普塔蝦屬外表與現存的蝦類似，其他物種如奧代雷蟲屬則具有巨大的外殼及分作三叉的尾部。另外，膜蝦目的附肢於不同物種之間也有不同形式的特化，如瓦普塔蝦屬的附肢就呈羽鰓狀、都昆蟲屬則具有粗壯的螯肢。此外，膜蝦目物種之間的體型差異也很大，如胸針蝦屬的體長僅有2 cm（0.79英寸），體型最大的巴哈姆特蝦屬體長則可達24.5 cm（9.6英寸）。最後，膜蝦目佔據了許多不同的生態位，包括食腐動物、掠食者、底棲攝食者、以及濾食性動物。